# Бальфур, Джоди
Джоди Бальфур (англ. Jodi Balfour, род. 29 октября 1987) — южноафриканская актриса кино и телевидения, известная своей ролью Глэдис Уитэм в канадском телесериале «Девушки и бомбы»" и Эллен Уэверли Уилсон в космическом драматическом сериале сервиса Apple TV+ «Ради всего человечества».

## Ранние годы и образование
Джоди выросла в Кейптауне, Южная Африка. В начале 2000-х она была соведущей южноафриканского молодёжного телесериала «Bling». Позже она изучала актёрское мастерство в Кейптаунском университете и участвовала в конкурсе «Мисс Южная Африка 2008».

## Карьера
После окончания учёбы в 2009 году Джоди работала актрисой в основном в британских и канадских кино- и телепрограммах.
В 2013 году она получила роль Глэдис Уитэм в канадском телесериале «Девушки и бомбы». Девушка выиграла премию Canadian Screen Award за лучшую женскую роль в телефильме или мини-сериале в 2015 году за роль в последующем телевизионном фильме на основе сериала «Bomb Girls: Facing the Enemy».
В феврале 2015 года Джоди снялась в сериале от телевизионной сети Cinemax «Наёмник Куорри». В 2017 году снялась в роли Жаклин Кеннеди в сериале от компании Netflix «Корона». С 2019 года начала сниматься в космической драме от Apple TV+ «Ради всего человечества».
В апреле 2022 года снялась в футбольном ситкоме от Apple TV+ «Тед Лассо».

## Фильмография
| Год  | Заголовок          | Роль             | Заметки |
| ---- | ------------------ | ---------------- | ------- |
| 2011 | Вампир             | Микаэла          |         |
| 2011 | Пункт назначения 5 | женщина          |         |
| 2013 | The Husband        | Клэр             |         |
| 2015 | Эдвард             | Мэри             |         |
| 2019 | Остальные          | Рэйчел           |         |
| 2023 | По Фрейду          | Дороти Берлингем |         |

## Телевидение
| Год     | Заголовок                    | Роль                   | Заметки                          |
| ------- | ---------------------------- | ---------------------- | -------------------------------- |
| 2009    | Филантроп                    | Консьерж               | Эпизод: «Сан-Диего»              |
| 2010    | Башня Познания               | Эмили Райт             | 2 серии                          |
| 2011    | Р. Л. Стайн: Время призраков | Присцилла              | Эпизод: «Кошмарная гостиница»    |
| 2011    | Сверхъестественное           | Мелисса                | Эпизод: «Словно девственница»    |
| 2012-13 | Девушки и бомбы              | Глэдис Уитэм           | главная роль                     |
| 2016    | Наёмник Куорри               | Джони Конвей           | главная роль                     |
| 2017    | Реллик                       | Инспектор Элейн Шепард | главная роль                     |
| 2017    | Корона                       | Джеки Кеннеди          | Эпизод: «Дорогая миссис Кеннеди» |
| 2019    | Настоящий детектив           | Лори                   | 3 серии                          |
| 2019-23 | Ради всего человечества      | Эллен Уэверли          | главная роль                     |
| 2023    | Тед Лассо                    | Джек Денверс           |                                  |